# Żelków-Kolonia (gromada)
Żelków-Kolonia (początkowo Żelków kolonia, następnie Żelków Kolonia) – dawna gromada, czyli najmniejsza jednostka podziału terytorialnego Polskiej Rzeczypospolitej Ludowej w latach 1954–1972.
Gromady, z gromadzkimi radami narodowymi (GRN) jako organami władzy najniższego stopnia na wsi, funkcjonowały od reformy reorganizującej administrację wiejską przeprowadzonej jesienią 1954 do momentu ich zniesienia z dniem 1 stycznia 1973, tym samym wypierając organizację gminną w latach 1954–1972.
Gromadę Żelków kolonia (pisownia bez łącznika, "kolonia" od małej litery) z siedzibą GRN w Żelkowie kolonii (w obecnym brzmieniu Żelków-Kolonia) utworzono – jako jedną z 8759 gromad – w powiecie siedleckim w woj. warszawskim, na mocy uchwały nr VI/10/18/54 WRN w Warszawie z dnia 5 października 1954. W skład jednostki weszły obszary dotychczasowych gromad Teodorów, Żelków Kolonia i Żelków Wieś() ze zniesionej gminy Skórzec oraz przysiółki Swoboda i Wyględówka() z dotychczasowej gromady Iganie Stare ze zniesionej gminy Niwiski w tymże powiecie. Dla gromady ustalono 11 członków gromadzkiej rady narodowej.
31 grudnia 1959 do gromady Żelków Kolonia przyłączono obszar zniesionej gromady Wołyńce w tymże powiecie (bez wsi Myrcha, Stok Wiśniewski, Wólka Wołyniecka, Lipniak i Podsekuła).
31 grudnia 1961 z gromady Żelków-Kolonia wyłączono część obszaru o powierzchni 293 ha, włączając ją do miasta Siedlce (powiat miejski) w tymże województwie; do gromady Żelków-Kolonia włączono natomiast wsie Dąbrówka-Wyłazy i Stara Dąbrówka ze zniesionej gromady Dąbrówka-Niwka w powiecie siedleckim.
Gromadę zniesiono 1 stycznia 1969, a jej obszar włączono do gromad Siedlce (wsie Rakowiec, Wołyńce, Wołyńce Kolonia i Żelków Kolonia) i Skórzec (wsie Dąbrówka Stara, Dąbrówka Wyłazy, Teodorów i Żelków Wieś) w tymże powiecie.